# Hexetidină
Hexetidina este un antiseptic (antibacterial și antifungic) utilizat în medicina umană și veterinară. Prezintă proprietăți anestezice locale, astringente, deodorante și inhibă formarea plăcii dentare.